# Cuauhtémoc (Chihuahua)
Ciudad Cuauhtémoc is een stad in de Mexicaanse deelstaat Chihuahua. De plaats heeft ongeveer 95.000 inwoners (schatting 2007) en is de hoofdplaats van de gemeente Cuauhtémoc.
Cuauhtémoc ontstond als station aan de spoorlijn Chihuahua al Pacifico. In 1921 gaf president Álvaro Obregón een concessie aan Duitstalige mennonieten uit Rusland, die er land kochten en een kolonie vestigden. Hoewel er maar een paar Mennonieten in de stad zelf wonen, is de grote meerderheid in de omringende gebieden mennonitisch, die bijna het geheel van de plaatselijke landbouw (vooral akkerbouw en zuivelproductie) voor hun rekening nemen. Ook ronddwalende Tarahumara-indianen zijn in Cuauhtémoc tijdelijk vertegenwoordigd.
De plaats is genoemd naar Cuauhtémoc, de laatste heerser van de Azteken.